# Weronika Zbieg
Weronika „Wera” Zbieg (ur. 2 maja 1983 w Krakowie) – polska wokalistka i autorka tekstów piosenek. 

## Życiorys
Pochodzi z Bukowna. W dzieciństwie pobierała lekcje gry na pianinie i na gitarze. W latach 2002–2007 studiowała automatykę i robotykę na Wydziale Inżynierii Mechanicznej i Robotyki Akademii Górniczo-Hutniczej im. Stanisława Staszica w Krakowie. Następnie studiowała w Institut catholique d'arts et métiers (ICAM) w Nantes we Francji, gdzie napisała pracę magisterską na tamtejszym Wydziale Automatyki i Elektroniki.
Występowała w grupie muzycznej Totem. W 2004 roku dołączyła do krakowskiego zespołu Sceptic, w którym zastąpiła Marcina Urbasia. Wraz z grupą nagrała wydany w 2005 roku album Internal Complexity. Wystąpiła także w teledysku do utworu „Suddenly Awaken” w reżyserii Marcina Halerza. W 2007 roku wystąpiła gościnnie na trzeciej płycie zespołu Hedfirst - Godforsaken. Zbieg zaśpiewała w utworze „Manipulation”. W 2008 roku z zespołem Doctrine X nagrała album Mind Control (2009). W 2011 roku wokalistka wystąpiła gościnnie na minialbumie Payback Time pszczyńskiej formacji Huge CCM.

## Dyskografia
- Totem – Pink Drink with Red Bullshit (2002)
- Totem – Intro (2002)
- Totem – Day Before the End (2005)
- Sceptic – Internal Complexity (2005)
- Hedfirst – Godforsaken (2007, gościnnie)
- Doctrine X – Mind Control (2009)
- Huge CCM – Payback Time (2011, gościnnie)
- Totem – Let's Play (2011)[9]
- Totem – Limbo (2015)